# La guerra de las trincheras
La guerra de las trincheras (C’était la guerre des tranchées en el francés original) es una novela gráfica realizada por el historietista francés Jacques Tardi desde 1982 hasta 1993.

## Creación y trayectoria editorial
Tardi es un antimilitarista virulento cuyo abuelo combatió en la Primera Guerra Mundial y que tiene en Viaje al fin de la noche de Celine uno de sus libros de cabecera. Ya había expuesto su ideología opuesta a la guerra en su primeriza Adiós, Brindavoine y en historietas cortas, como La flor en el fusil o Le trou d’Obus.
Esta nueva obra sobre el tema apareció de forma serializada en "(A suivre)" en los números 50, 53, 54 y 58, de 1983, y 181, 185 y 189, de 1993.
En España, en 1983, Norma Editorial publica la obra como Así fue la guerra de las trincheras, en los números 12 a 17 de la revista Cairo. En 2000, y de forma íntegra, como número 22 de la colección de álbumes BN.

## Argumento
El álbum se compone de dos historietas sin título de diferente extensión, que aportan una visión espeluznante de la guerra.
La primera de ellas, de 20 páginas, se sitúa en octubre de 1917, y narra el enloquecido intento de Binet, un soldado de segunda francés, por recuperar el cadáver de su compañero Faucheux de la No man's land. 
La segunda, de 96 páginas, es un relato coral, que presenta las vivencias de un soldado tras otro, con un recuento final de los daños provocados por la Primera Guerra Mundial. Uno de sus temas, el bombardeo de las propias trincheras, procede de la película Senderos de gloria (1957) de Stanley Kubrick.

## Estilo
La guerra de las trincheras está realizado en blanco, negro y gris, con un gran cuidado en la documentación.

## Valoración
Para Ignacio Vidal-Folch y Ramón de España, La guerra de las trincheras es la expresión más clara del pensamiento de Tardi y la cima de su talento gráfico. Sus escenas destacan por su crudeza.